# Zannichellie des marais
Zannichellia palustris
Espèce
Classification APG II (2003)
Statut de conservation UICN

 LC  : Préoccupation mineure
La zannichellie des marais (Zannichellia palustris) est une espèce de plantes à fleurs de la famille des Potamogetonaceae. C'est une plante aquatique vivace d'eau douce (et parfois trouvée en eau saumâtre) à distribution subcosmopolite, et considérée comme envahissante dans certains lacs de certains pays.
On la trouve en Europe, en Asie, en Australasie et dans les deux Amérique (du Nord et du Sud) ; aux États-Unis on la trouve aussi dans des eaux saumâtres (en particulier dans la baie de Chesapeake).

## Description
Elle est reconnaissable à ses longues feuilles filiformes (qui peuvent cependant la faire confondre avec le potamot à feuilles pectinées).
Ses racines sont également longues et vrillées et ses graines portent une excroissance en forme de cornes, distinctive (d'où son nom commun anglais : horned pondweed).

## Statut de protection
En France, cette espèce est classée « plante protégée » en Île-de-France, en Aquitaine et en Provence-Alpes-Côte d'Azur.

## Sous-espèces
On en distingue deux :
- Zannichellia palustris subsp. pedicellata appelée Zannichellie pédicellée.
- Zannichellia palustris subsp. palustris appelée aussi Zannichellie des marais.

## Génétique
Nombre de chromosomes : 2n = 24 (selon une étude japonaise publiée en 2007).